# 660 (číslo)
Šest set šedesát je přirozené číslo. Následuje po čísle šest set padesát devět a předchází číslu šest set šedesát jedna. Římskými číslicemi se zapisuje DCLX a řeckými číslicemi χξ.

## Matematika
660 je:
- Abundantní číslo
- Složené číslo
- Nešťastné číslo

## Astronomie
- (660) Crescentia je planetka hlavního pásu, kterou objevil v roce 1908 Joel Hastings Metcalf

## Roky
- 660
- 660 př. n. l.